# Hamilton (Illinois)
Hamilton è un comune degli Stati Uniti d'America, situato in Illinois, nella Contea di Hancock.